# Salverò tua figlia
Salverò tua figlia (The Outsider) è un film del 1939 diretto da Paul L. Stein.

## Distribuzione
La pellicola è stata distribuita nelle sale cinematografiche inglesi a partire dal 29 agosto 1939.

## Trama
Una commedia che racconta la storia di un inventore, il quale progetta un letto capace di curare la zoppia della figlia di un rinomato chirurgo. Scettico e contrario all’esperimento, il padre della ragazza finisce per ricredersi di fronte al successo della cura. Il lieto fine vede non solo la guarigione della giovane, ma anche il matrimonio tra lei e il suo benefattore, con la benedizione del chirurgo ormai convertito alle idee del futuro genero.